# McLaren MP4-24
McLaren MP4-24 (McLaren Project 4, 24rd design) je vozem formule 1 týmu McLaren, který se účastnil mistrovství světa v roce 2009. Monopost byl představen 16. ledna ve Wokingu.

## Popis
Tak jako všechny vozy pro letošní sezónu i McLaren vychází z platných předpisů a pravidel pro sezónu 2009. Změny v aerodynamice jsou nejvíce patrné na obou přítlačných křídlech. Přední přítlačné křídlo je nízké a široké přes celý rozchod předních kol, zatímco zadní přítlačné křídlo se výrazně zúžilo a zvýšilo. Celá karoserie je uhlazená, bez přídavných aerodynamických plošek a křidélek, která pravidla pro nadcházející sezónu nepovolují. Ve voze je namontován systém na rekuperaci kinetické energie (KERS)

## Technická data
- Délka:
- Šířka:
- Výška:
- Váha: 605 kg (včetně pilota, vody a oleje)
- Rozchod kol vpředu:
- Rozchod kol vzadu:
- Rozvor:
- Převodovka: McLaren L 7stupňová poloautomatická sekvenční s elektronickou kontrolou.
- Brzdy: Akebono
- Motor: Mercedes-Benz FO 108W
  - V8 90°
  - Zdvihový objem: 2.398 cm³
  - Výkon: 740cv/18000 otáček
  - Vrtání:
  - Zdvih:
  - Ventily: 32
  - Mazivo: Mobil High Performance Unleaded
  - Palivo: Mobil 1
  - Váha: > 95 kg
  - Vstřikování McLaren Electronics Systems ECU
  - Palivový systém McLaren Electronics Systems ECU
- Pneumatiky: Bridgestone

## Testy vozu MP4-24
| Trať      | Datum | Jezdec            | Pořadí | Čas      | Kol |
| --------- | ----- | ----------------- | ------ | -------- | --- |
| Algarve   | 17.1. | Pedro de la Rosa  | 1.     | 1:28.719 | 18  |
| Algarve   | 19.1. | Pedro de la Rosa  | 2.     | 1:46.076 | 28  |
| Algarve   | 20.1. | Pedro de la Rosa  | 2.     | 1:37.512 | 62  |
| Algarve   | 21.1. | Lewis Hamilton    | 3.     | 1:30.242 | 81  |
| Jerez     | 10.2. | Heikki Kovalainen | 4.     | 1:22.634 | 60  |
| Jerez     | 11.2. | Heikki Kovalainen | 2.     | 1:20.799 | 110 |
| Jerez     | 12.2. | Lewis Hamilton    | 2.     | 1:20.737 | 93  |
| Jerez     | 13.2. | Lewis Hamilton    | 2.     | 1:19.632 | 94  |
| Jerez     | 1.3.  | Pedro de la Rosa  | 7.     | 1:21.831 | 94  |
| Jerez     | 2.3.  | Heikki Kovalainen | 6.     | 1:33.371 | 91  |
| Jerez     | 3.3.  | Heikki Kovalainen | 4.     | 1:20,535 | 85  |
| Jerez     | 4.3.  | Lewis Hamilton    | 7.     | 1:21,302 | 70  |
| Jerez     | 5.3.  | Lewis Hamilton    | 3.     | 1:21,272 | 58  |
| Barcelona | 9.3.  | Heikki Kovalainen | 10.    | 1:22,948 | 87  |
| Barcelona | 10.3. | Heikki Kovalainen | 9.     | 1:21,991 | 88  |
| Barcelona | 11.3. | Lewis Hamilton    | 10.    | 1:21,657 | 82  |
| Barcelona | 12.3. | Lewis Hamilton    | 8.     | 1:20,869 | 70  |
| Jerez     | 16.3. | Lewis Hamilton    | 4.     | 1:19,513 | 85  |
| Jerez     | 17.3. | Lewis Hamilton    | 4.     | 1:19,121 | 118 |
| Jerez     | 18.3. | Heikki Kovalainen | 1.     | 1:18,202 | 79  |
| Jerez     | 19.3. | Heikki Kovalainen | 2.     | 1:17,946 | 84  |
| Jerez     | 1.12. | Gary Paffett      | 3.     | 1:19,426 | 54  |
| Jerez     | 1.12. | Oliver Turvey     | 11.    | 1:20,856 | 27  |
| Jerez     | 2.12. | Gary Paffett      | 1.     | 1:18,718 | 80  |
| Jerez     | 3.12. | Gary Paffett      | 3.     | 1:18,746 | 59  |
| Jerez     | 3.12. | Oliver Turvey     | 7.     | 1:19,358 | 32  |

## Výsledky v sezoně 2009

### Závod a kvalifikace
| Legenda k tabulce | Legenda k tabulce                                                                       |
| Barva             | Výsledek                                                                                |
| ----------------- | --------------------------------------------------------------------------------------- |
| Zlatá             | Vítěz                                                                                   |
| Stříbrná          | 2. místo                                                                                |
| Bronzová          | 3. místo                                                                                |
| Zelená            | Bodované umístění                                                                       |
| Modrá             | Nebodované umístění                                                                     |
| Modrá             | Dokončil neklasifikován (NC)                                                            |
| Fialová           | Odstoupil (Ret)                                                                         |
| Červená           | Nekvalifikoval se (DNQ)                                                                 |
| Červená           | Nepředkvalifikoval se (DNPQ)                                                            |
| Černá             | Diskvalifikován (DSQ)                                                                   |
| Bílá              | Nestartoval (DNS)                                                                       |
| Bílá              | Závod zrušen (C)                                                                        |
| Světle modrá      | Pouze trénoval (PO)                                                                     |
| Světle modrá      | Páteční testovací jezdec (TD)                                                           |
| Bez barvy         | Netrénoval (DNP)                                                                        |
| Bez barvy         | Vyřazen (EX)                                                                            |
| Bez barvy         | Nepřijel (DNA)                                                                          |
| Bez barvy         | Odvolal účast (WD)                                                                      |
| Bez barvy         | Nezúčastnil se (prázdné)                                                                |
| Označení          | Význam                                                                                  |
| Tučnost           | Pole position                                                                           |
| Kurzíva           | Nejrychlejší kolo                                                                       |
| †                 | Jezdec nedojel do cíle, ale byl klasifikován, protože odjel více než 90 % délky závodu. |
| ‡                 | Byl udělován poloviční počet bodů, protože bylo odjeto méně než 75 % délky závodu.      |
| Horní index       | Umístění bodujících jezdců ve sprintu                                                   |

| Rok  | Šasi    | Motor                 | Pneu | Jezdci            | 1    | 2   | 3   | 4   | 5   | 6   | 7   | 8   | 9   | 10  | 11  | 12  | 13  | 14  | 15   | 16   | 17   | Body   | Pořadí |
| ---- | ------- | --------------------- | ---- | ----------------- | ---- | --- | --- | --- | --- | --- | --- | --- | --- | --- | --- | --- | --- | --- | ---- | ---- | ---- | ------ | ------ |
| 2009 | McLaren | Mercedes-Benz FO 108W | B    | Závod             | AUS  | MAL | CHN | BHR | ESP | MON | TUR | GBR | GER | HUN | EUR | BEL | ITA | SIN | JPN  | BRA  | ABU  | 71     | 3.     |
| 2009 | McLaren | Mercedes-Benz FO 108W | B    | Lewis Hamilton    | DSQ  | 7   | 6   | 4   | 9   | 12  | 13  | 16  | 18  | 1   | 2   | Ret | 12  | 1   | 3    | 3    | Ret  | 71     | 3.     |
| 2009 | McLaren | Mercedes-Benz FO 108W | B    | Heikki Kovalainen | Ret  | Ret | 5   | 12  | Ret | Ret | 14  | Ret | 8   | 5   | 4   | 6   | 6   | 7   | 11   | 12   | 11   | 71     | 3.     |
| 2009 | McLaren | Mercedes-Benz FO 108W | B    | Kvalifikace       | AUS  | MAL | CHN | BHR | ESP | MON | TUR | GBR | GER | HUN | EUR | BEL | ITA | SIN | JPN  | BRA  | ABU  | Průměr | Průměr |
| 2009 | McLaren | Mercedes-Benz FO 108W | B    | Lewis Hamilton    | 18 1 | 12  | 9   | 5   | 14  | 16  | 16  | 19  | 5   | 4   | 1   | 12  | 1   | 1   | 3    | 17 3 | 1    | 9,12   | 9,94   |
| 2009 | McLaren | Mercedes-Benz FO 108W | B    | Heikki Kovalainen | 12   | 14  | 12  | 11  | 18  | 7   | 14  | 13  | 6   | 6   | 2   | 15  | 4   | 10  | 11 2 | 16 3 | 18 4 | 10,76  | 9,94   |

- 1 - Lewis Hamilton, penalizován posunutím pěti míst na startu za výměnu převodovky
- 2 - Heikki Kovalainen, penalizován posunutím pěti míst na startu za výměnu převodovky, kvůli penalizacím dalších pilotů se posunul na startovním roštu pouze o 2 místa (9. → 11.)
- 3 - Lewis Hamilton a Heikki Kovalainen, posun na startovním roštu o 1 místo dopředu kvůli penalizaci Vitantonia Liuzziho
- 4 - Heikki Kovalainen, penalizován posunutím pěti míst na startu za výměnu převodovky

### Přehled umístění v tréninku
| Jezdci            | 1   | 1   | 1    | 2   | 2   | 2    | 3   | 3   | 3    | 4   | 4   | 4    | 5   | 5   | 5    | 6   | 6   | 6    | 7   | 7   | 7    | 8   | 8   | 8    | 9   | 9   | 9    | 10  | 10  | 10   | 11  | 11  | 11   | 12  | 12  | 12   | 13  | 13  | 13   | 14  | 14  | 14   | 15  | 15  | 15   | 16  | 16  | 16   | 17  | 17  | 17   |
| ----------------- | --- | --- | ---- | --- | --- | ---- | --- | --- | ---- | --- | --- | ---- | --- | --- | ---- | --- | --- | ---- | --- | --- | ---- | --- | --- | ---- | --- | --- | ---- | --- | --- | ---- | --- | --- | ---- | --- | --- | ---- | --- | --- | ---- | --- | --- | ---- | --- | --- | ---- | --- | --- | ---- | --- | --- | ---- |
| 2009              | AUS | AUS | AUS  | MAL | MAL | MAL  | CHN | CHN | CHN  | BHR | BHR | BHR  | ESP | ESP | ESP  | MON | MON | MON  | TUR | TUR | TUR  | GBR | GBR | GBR  | GER | GER | GER  | HUN | HUN | HUN  | EUR | EUR | EUR  | BEL | BEL | BEL  | ITA | ITA | ITA  | SIN | SIN | SIN  | JPN | JPN | JPN  | BRA | BRA | BRA  | ABU | ABU | ABU  |
| McLaren           | I.  | II. | III. | I.  | II. | III. | I.  | II. | III. | I.  | II. | III. | I.  | II. | III. | I.  | II. | III. | I.  | II. | III. | I.  | II. | III. | I.  | II. | III. | I.  | II. | III. | I.  | II. | III. | I.  | II. | III. | I.  | II. | III. | I.  | II. | III. | I.  | II. | III. | I.  | II. | III. | I.  | II. | III. |
| Lewis Hamilton    | 16  | 18  | 12   | 7   | 11  | 12   | 1   | 13  | 3    | 1   | 11  | 4    | 14  | 13  | 7    | 3   | 2   | 7    | 2   | 13  | 12   | 8   | 7   | 11   | 13  | 1   | 1    | 3   | 1   | 1    | 3   | 20  | 8    | 20  | 1   | 9    | 1   | 11  | 5    | 7   | 9   | 1    | 6   | 4   | 16   | 5   | 10  | 17   | 1   | 2   | 2    |
| Heikki Kovalainen | 5   | 17  | 11   | 20  | 9   | 13   | 4   | 9   | 7    | 6   | 19  | 12   | 19  | 14  | 11   | 4   | 7   | 3    | 10  | 1   | 15   | 12  | 12  | 17   | 18  | 17  | 19   | 1   | 2   | 4    | 2   | 10  | 4    | 8   | 12  | 13   | 2   | 4   | 6    | 6   | 3   | 4    | 1   | 18  | 8    | 4   | 17  | 12   | 12  | 1   | 6    |